# 상안천
상안천(常安川)은 울산광역시 북구 달천동 만석골저수지에서 발원하여 울산광역시 북구 농소1동에서 태화강의 지류인 동천강으로 흘러드는 하천이다. 2011년 8월 19일 동천강 우안제 노선 3.8km(상안천-삼일교)가 착공되어 동년 9월 준공되었다.